# Rod Levitt
Rod Levitt (Portland (Oregon), 16 september 1929 - Wardsboro (Vermont), 8 mei 2007) was een Amerikaanse jazztrombonist en componist.

## Biografie
Levitt studeerde muziektheorie, arrangement en trombone aan de Universiteit van Washington. Tijdens zijn studies speelde hij in lokale bands in Seattle, maar schakelde toen over naar de band van Quincy Jones. Zijn militaire dienst bracht hij door in de 722e Regiment Air Force Band. Hij ging vervolgens naar New York, waar hij bekend werd als lid van de Big Band van Dizzy Gillespie in 1956/1957, met wie hij door Zuid-Amerika toerde en het album Birk's Works opnam. Gedurende deze tijd speelde hij ook als begeleider in het Fats Waller Songbook van Dinah Washington. In 1958 werd hij lid van het symfonieorkest van de Radio City Music Hall, maar werkte hij ook als studiomuzikant. In 1959 nam hij deel aan het album Great Jazz Standards van Gil Evans voor Pacific Jazz Records. Rond 1960 speelde hij naast Melba Liston in de trombonesectie van de bigband van Quincy Jones (The Quintessence), ook van Oliver Nelson. Begin jaren 1960 vormde Levitt ook een eigen octet, dat bestond uit studiomuzikanten en waartoe de pianist Sy Johnson en de trompettisten Rolf Ericson en Bill Berry behoorden. De formatie gaf verschillende concerten en nam vier albums op, die nu uitverkocht zijn. Ze bevatten voornamelijk materiaal, gecomponeerd of gearrangeerd door Levitt, met stilistische invloeden van Gil Evans, Charles Mingus en jazz uit de jaren 1920. Hij componeerde ook voor film, televisie en reclame. Voor zijn reclamejingles werkte hij samen met Mahalia Jackson en Rahsaan Roland Kirk.

## Overlijden en privéleven
Levitt was sinds 1962 getrouwd. Hij overleed in mei 2007 op 77-jarige leeftijd.

## Discografie
- 1956-1965: RCA Victor Jazz Workshop: The Arrangers (RCA Records|RCA Victor). De compilatie bevat vooral Gil Evans' en George Russells werken voor Hal McKusick en een sessie onder leiding van Johnny Carisi; bovendien vijf nummers van het Rod Levitt Oktetts, waaronder Morning in Montevideo, Mr. Barrelhouse en Holler No.3.
- 1963: Dynamic Sound Patterns (Prestige/OJC) met Rolf Ericson, Buzz Renn, George Marge, Gene Allen, Sy Johnson, John Beal, Ronnie Bedford